# Европейский центр по развитию профессионального образования
Европейский центр по развитию профессионального образования (Cedefop) — агентство Европейского союза, поддерживающее развитие европейского профессионального образования. Создано 10 февраля 1975 года решением Совета № 337/75. Штаб-квартира находится в городе Салоники, Греция. Аббревиатура Cedefop взята от французского названия «Centre Européen pour le Développement de la Formation Professionnelle»

## История
На фоне социальных перемен и экономических проблем в середине 1970-х годов Cedefop стала консенсусом для государств-членов тогдашнего Европейского экономического сообщества по вопросу совершенствования профессионального образования. В 1970 году Экономический и социальный совет сообщества сформировал группу для изучения образования в государствах-членах. Комитет предложил создать европейский институт по исследованию профессионального образования и руководству им.
10 февраля 1975 года был организован Cedefop. Его центр располагался в Западном Берлине, что было подтверждением принадлежности Западного Берлина к Европейскому экономическому сообществу. В октябре 1993 года Совет принял решение перенести штаб-квартиру агентства в Грецию. С 1995 года Cedefop базируется в Греции.
В настоящее время агентство готовит регулярные прогнозы спроса и предложения на квалификации и навыки в Европе и анализирует возможные несоответствия на рынке труда. Более того, Cedefop исследует потребности на различные умения в отдельных отраслях. Также агентство занимается формированием более последовательной и скоординированной политики в области занятости, образования и обучения в государствах-участниках.

## Задачи
Миссия агентства заключается в поддержке развития и реализации европейской политики в области профессионального образования.
Европейский центр по развитию профессионального образования имеет следующие цели и задачи:
- Оказания помощи Комиссии в развитии профессиональной подготовки и повышении квалификации граждан;
- Внедрение общесоюзной системы профессионального обучения;
- Подготовка отчётов и докладов, касающихся настоящей ситуации, новейших исследований и разработок в области профессионального образования;
- Поощрение инициатив, способных содействовать согласованному подходу к профессиональному образованию;
- Проведение дискуссий по вопросам ведения с участием всех заинтересованных сторон.

В своей деятельности центр должен принимать во внимание связь между профессиональным образованием и другими уровнями образования.

## Структура
Агентство включает в себя Управляющий совет, бюро, директора.
- Управляющий совет состоит из одного представителя правительства от каждого государства, входящего в ЕС, одного представителя организаций работодателей от каждой страны, одного представителя организаций работников от каждой страны и трёх членов Еврокомиссии. Управляющий совет принимает решения абсолютным большинством голосов. Совет собирается один раз в год. По просьбе не менее чем одной трети входящих в совет могут организовываться дополнительные собрания.

Управляющий совет утверждает среднесрочные задачи агентства и ежегодную рабочую программу. Каждый год совет разрабатывает прогноз доходов и расходов центра на следующий год. Совет отправляет прогноз в Еврокомиссию не позднее 31 марта каждого года. Совет направляет в комиссию список претендентов на пост директора центра. Управляющий совет готовит годовой отчёт о действиях агентства и предоставляет его Европейскому парламенту, Совету Европейского союза, Еврокомиссии и палате аудиторов;
- Бюро формируется Управляющим советом и состоит из председателя совета, трёх его заместителей, одного представителя Еврокомиссии и координаторов, представляющих группы работодателей, работников и правительств в Управляющем совете. Бюро по поручению Управляющего совета следит за выполнением решений совета и принимает на себя управление центром между собраниями Управляющего совета. Расписание собраний бюро утверждается советом, но председатель может созвать дополнительные совещания по просьбе членов бюро. Бюро принимает решения консенсусом. Если консенсус не может быть достигнут, вопрос передаётся Управляющему совету.
- Директор агентства назначается Еврокомиссией из списка, предложенного управляющим советом. Срок полномочий директора — 5 лет, он может быть переназначен. Директор осуществляет управление центром и приводит в жизнь решения совета и бюро. Он несет ответственность за все кадровые вопросы, привлечение и увольнение персонала. Директор подотчётен Управляющему совету.